# Tara Cross-Battle
Tara Cross-Battle (Houston, 16 de setembro de 1968) é uma ex-voleibolista norte-americana que disputou quatro Olimpíadas: 1992, 1996, 2000 e 2004, conquistando o bronze em 1992. Em 1995 foi a maior pontuadora do Grand Prix Mundial e foi eleita a melhor jogadora da competição, sendo contratada pelo clube brasileiro Leite Moça. Também jogou pelo Flamengo, que sagrou-se campeã da Superliga Brasileira de Voleibol Feminino de 2000-01. Após abandonar as quadras se tornou assistente técnica de vôlei feminino nos Estados Unidos.

## Resultados
- Bronze   Barcelona 1992
- 7º lugar Atlanta 1996
- 4º lugar Sidney 2000
- 5º lugar  Atenas 2004